# Democràcia i Llibertat
Democràcia i Llibertat (katalanisch für ‚Demokratie und Freiheit‘) war eine bis 2016 bestehende Gemeinschaftskandidatur, unter der die katalanisch-nationalistischen Parteien Convergència Democràtica de Catalunya (CDC), Democràtes de Catalunya und Reagrupament zu den spanischen Parlamentswahlen vom 20. Dezember 2015 antraten. Die Mitgliedsparteien traten für eine Unabhängigkeit der Region Katalonien von Spanien ein.

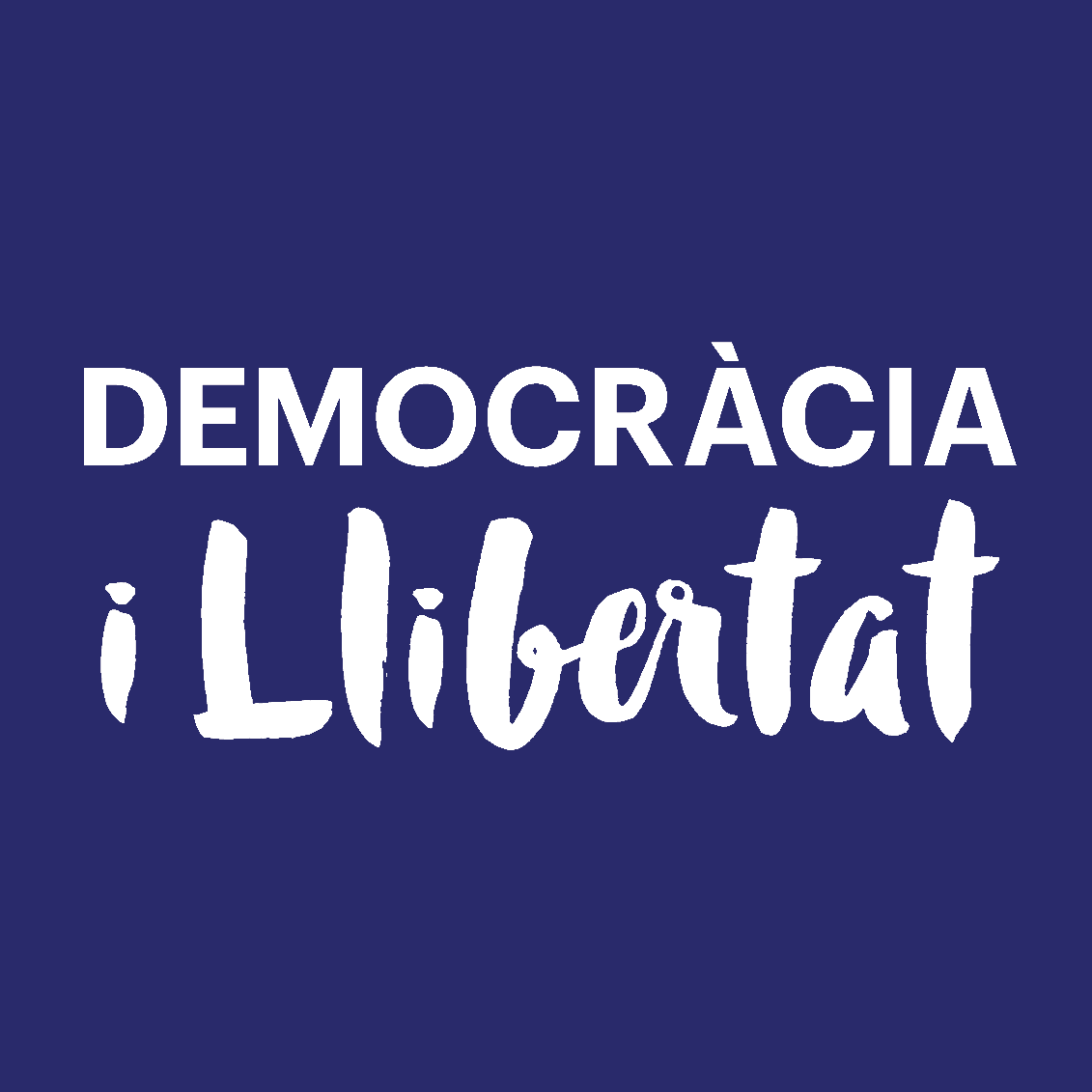
Logo von Democràcia i Llibertat

Die beiden bürgerlichen katalanischen Parteien CDC und UDC waren seit 1979 zu Wahlen gemeinsam unter der Bezeichnung CiU angetreten. Dieses Parteienbündnis zerbrach im Juni 2015 wegen unterschiedlicher Auffassungen zur Frage des Verhältnisses Kataloniens zum spanischen Staat.
Bei der Wahl zum katalanischen Regionalparlament am 27. September 2015 trat die UDC daraufhin allein an, die CDC zusammen mit der linken ERC im Wahlbündnis Junts pel Sí.
Dieses Wahlbündnis wurde zur Wahl zum spanischen Parlament am 20. Dezember 2015 aber nicht neu aufgelegt. Vielmehr bildete die CDC zusammen mit der Partei Demòcrates de Catalunya (Abspaltung von der UDC) und der Kleinpartei Reagrupament Independista (die bei der vorhergehenden Wahl 2011 gemeinsam mit der ERC angetreten war) das Wahlbündnis Democràcia i Llibertat (DL).
Democràcia i Llibertat trat nur in Katalonien zur Wahl an. Auf das Wahlbündnis entfielen dort 15 % der Stimmen (was 2,25 % in Bezug auf das gesamtspanische Ergebnis entspricht) und acht Mandate.